# Rangiswanger Horn
Das Rangiswanger Horn (auch Rangiswangerhorn) ist ein 1616 m ü. NHN hoher Nebengipfel des Weiherkopfs in der Hörnergruppe der Allgäuer Alpen. Es steht zwischen Bolsterlang und Ofterschwang. Geologisch gehört das Rangiswanger Horn zu den Flyschbergen der „Vorderen Hörnergruppe“, die reich an moorigen Wiesen und artenreichen Schluchtwaldtobeln sind.

## Beschreibung
Das Rangiswanger Horn mit seinen großen Alpenrosenfeldern ist ein auf vielen Wanderwegen relativ leicht zu erreichender Aussichtsgipfel (T2). Sein auffallend runder Kopf ist geprägt von freien Hängen sowie manchen Lichtungen und Bergwiesen. Im Norden und Westen erstrecken sich die Hörnerkette und der Bregenzerwald, gen Süden die Oberstdorfer und Kleinwalsertaler Berge. Jenseits des weiten Tales der Iller erheben sich die Ausläufer der Allgäuer Alpen rund um Hinterstein.
Der Name bedeutet "Horn über der Alpe Rangiswang". Allerdings lautete der alte Name dieser Alpe, die sich südlich vom Rangiswanger Horn befindet, Ramswang. Thaddäus Steiner geht davon aus, dass „aus namensrhythmischen Gründen“ Ramswang an die dreisilbigen Ortsnamen Bolsterlang, Sigiswang, Ofterschwang und vor allem an die nach ihnen benannten Hörner angeglichen wurde.

## Sport
Bei Skitourengehern und bei Schneeschuhwanderern ist die Tour auf das Rangiswanger Horn als winterliche Einsteigertour sehr beliebt. Es ist weitgehend lawinensicher. Dieter Seibert meint: "Das Nonplusultra einer problemlosen Voralpentour" mit einer "Drei-Sterne-Abfahrt nach Sigiswang". Kristian Rath schreibt von einer "idealen Anfängertour". Bis auf den letzten Gipfelaufschwung gibt es keine steilen Hänge.

### Wintertour
- Rangiswangerhorn von Norden, in: Uli und Dieter Seibert, Skitouren Allgäu, Steiger-Skitourenführer, Augsburg 1996, S. 54–56. ISBN 3-89652-025-3.
- Rangiswangerhorn – ideale Flächen über dem Illertal, in: Dieter Seibert, Allgäuer Alpen und Lechtal, 50 Skitouren, Rother Skiführer, Bergverlag Rother, München 2005, 1. Auflage, S. 46–47, ISBN 3-7633-5916-8.
- Ranigswanger Horn, in Christian Schneeweiß und Siegfried Garnweidner, Leichte Skitouren – die besten Ziele zwischen Allgäuer und Kitzbüheler Alpen, Bruckmann Verlag, München 2001, S. 30–31, ISBN 3-7654-3760-3.
- Rangiswanger Horn, in: Kristian Rath, Skitouren und Skibergsteigen Allgäu, Panico Alpinverlag, Köngen 1999, S. 147–148, ISBN 3-926807-73-3.

### Wanderführer für Sommer und Herbst
- Rangiswangerhorn, in: Dieter Seibert, Alpenvereinsführer Allgäuer Alpen alpin, Bergverlag Rother, München 2004, 16. Auflage, S. 145, ISBN 3763311262.